# Katastrofa lotu Eastern Air Lines 401
Katastrofa lotu Eastern Air Lines 401 – katastrofa lotnicza, która wydarzyła się 29 grudnia 1972 roku. Samolot Lockheed L-1011 TriStar (nr rej. N310EA) linii lotniczych Eastern Air Lines (lot nr 401), lecący z Nowego Jorku do Miami rozbił się na bagnach Everglades. W katastrofie zginęło 101 osób ze 176 znajdujących się na pokładzie.

## Przebieg lotu

### Samolot i załoga
Maszyna wystartowała z Nowego Jorku do Miami o godzinie 21:20. Zaledwie 4-miesięcznym Lockheedem L-1011 TriStar dowodził kapitan Bob Loft, pilot z ponad trzydziestoletnim stażem, drugim pilotem był Albert Stockstill, a mechanikiem pokładowym Don Repo. Na pokładzie było 163 pasażerów i 13 członków załogi.

### Katastrofa
Około 23:30 maszyna podchodziła do lądowania w Miami. Piloci wypuścili podwozie. Za sterami siedział drugi pilot, a mechanik pokładowy sprawdzał listę kontrolną. Kapitan dostrzegł, że nie zaświeciła się kontrolka zablokowania przednich kół. Ponowna próba schowania i wysunięcia podwozia dała taki sam rezultat. Piloci nie byli pewni, czy przednia goleń jest zablokowana. Po zgłoszeniu, kontrolerzy polecili wzbić się na 2000 stóp i utrzymywać wysokość, krążąc na obszarze obok lotniska do czasu rozwiązania problemu. Mechanik zapalił wszystkie światła ostrzegawcze w kabinie, aby sprawdzić, czy działają. Kontrolka nie zapaliła się. Cała załoga w kokpicie skoncentrowała się na poszukiwaniu usterki, zaniedbując pilotowanie samolotu. Kapitan próbował wyciągnąć żarówkę, lecz nie był jej w stanie dosięgnąć. Nakazał Stockstillowi włączyć autopilota i spróbować wyciągnąć żaróweczkę. Samolot miał najnowszy komputer, pilot zaprogramował go na lot na odpowiedniej wysokości. W końcu udało mu się wypiąć żarówkę, jednak mechanik pokładowy nie mógł stwierdzić, czy jest przepalona. Oddał ją drugiemu pilotowi, aby podłączył ją ponownie, co mu się jednak nie udało. Zirytowany kapitan nakazał mechanikowi pokładowemu zejście pod kokpit do luku z urządzeniami elektronicznymi, do tak zwanej „piekielnej dziury”. Na ścianie pod drzwiami do kabiny pilotów znajdowała się szybka, przez którą powinno było być widać mechanizm przedniego podwozia. Było jednak tam zbyt ciemno, albowiem piloci nie włączyli oświetlenia. Kontroler zauważył, że wysokość rejsowa samolotu spadła do 270 metrów. Uznał to za błąd pomiaru radarowego i nakazał wykonać skręt w lewo. Samolot kierując się na zachód, oddalił się od lotniska. Polujący na bagnach myśliwi widzieli go przelatującego bardzo nisko. Piloci nie zareagowali na sygnalizację znacznej zmiany wysokości, nie słyszeli jej pochłonięci problemem podwozia. Zorientowali się, że są tuż nad ziemią dopiero na chwilę przed uderzeniem. Samolot rozbił się po zahaczeniu silnikiem nr 1 o powierzchnię bagien Everglades.

### Czekanie na pomoc
Bagno zgasiło ogień pożaru, lecz 20 ton paliwa ciągle rozpływało się po powierzchni, tworząc zagrożenie eksplozji na wypadek choćby jednej iskry. Wiele osób odniosło poważne obrażenia. Osoby lżej poszkodowane starały się pomóc ciężej rannym. Mężczyzna, który wówczas polował na bagnie i zobaczył wybuch, podpłynął na miejsce katastrofy i przystąpił do udzielania ofiarom pierwszej pomocy. To dzięki niemu helikopter ratunkowy szybko zlokalizował miejsce katastrofy i sprowadził na miejsce ślizgacz z pierwszymi ratownikami. Zagrożeniem dla pasażerów były zwierzęta żyjące na bagnie, takie jak aligatory czy węże. Kapitana załogi odnaleziono żywego, lecz zmarł jeszcze na miejscu, drugi pilot zginął w momencie katastrofy. Obaj mechanicy pokładowi zostali przewiezieni o świcie wraz z pozostałymi ocalałymi do szpitali w Miami.

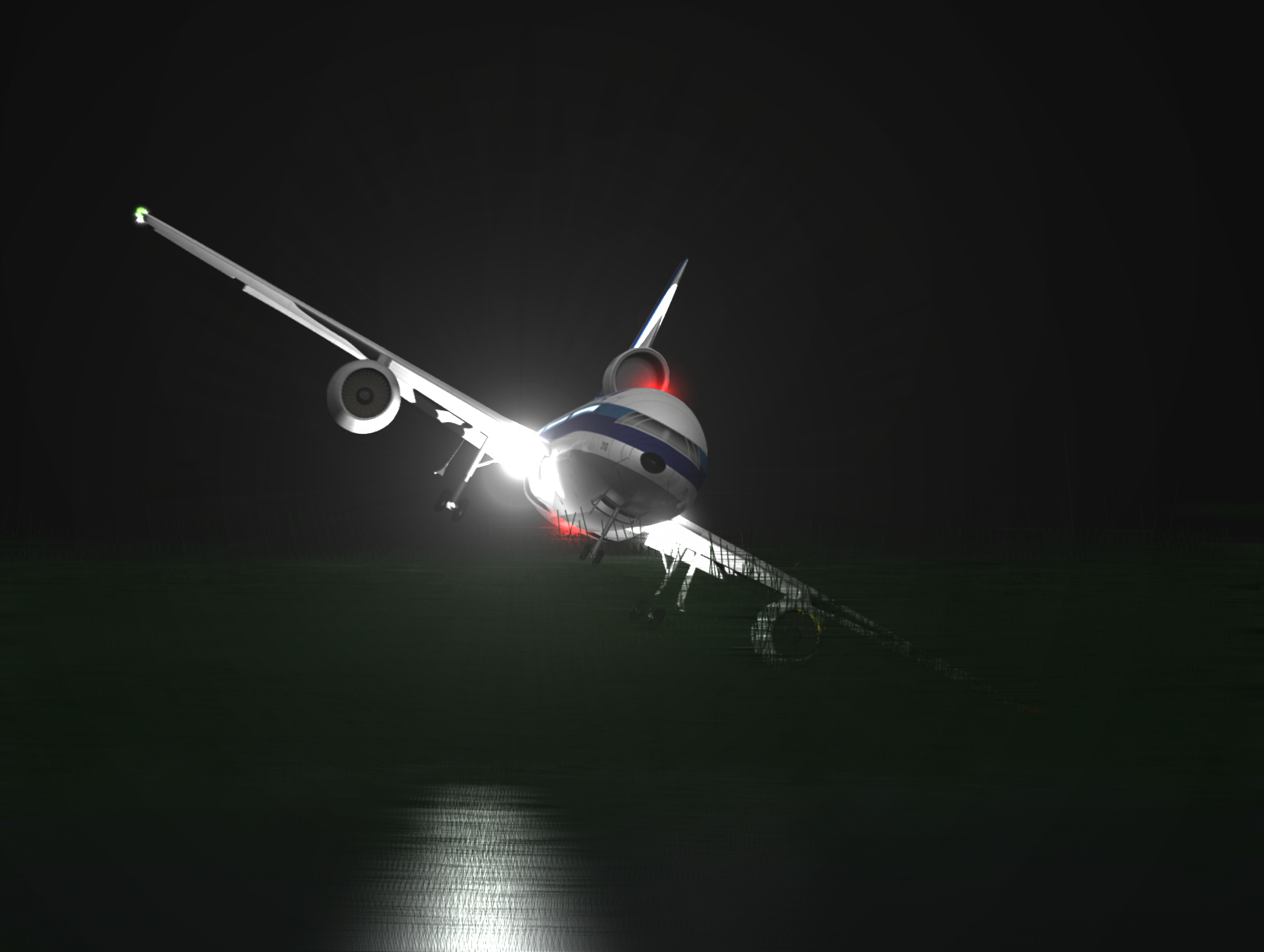
Upadek samolotu na bagna – rekonstrukcja komputerowa

## Przyczyny
Przyczyną katastrofy było przekroczenie minimalnej wysokości zniżania i doprowadzenie do zderzenia z powierzchnią bagnistą. Czynnikami mającymi wpływ na przebieg katastrofy były również: niewłaściwy podział obowiązków w kabinie (CRM – Crew Resource Management) i niedoskonałości w procesie szkolenia załogi (w tym szczególnie w zakresie obsługi autopilota).
Odrzutowiec był praktycznie nowym, całkowicie sprawnym samolotem. Po katastrofie sprawdzone zostały jego stery, silniki, urządzenia oraz układy elektryczne i hydrauliczne. Niektóre elementy były w tak dobrym stanie, że komisja śledcza oddała je przewoźnikowi do ponownego użycia. System autopilota został zainstalowany w innym samolocie, który skierowano na tę samą trasę. Autopilot utrzymywał lot na wysokości 2000 stóp. Kontrola lotów, mimo iż znała pułap, szybkość i położenie samolotu, zajęta była sprowadzaniem na ziemię innej maszyny z uszkodzonym podwoziem. Ówczesne przepisy nie nakazywały kontrolerom informowania załóg samolotów o zbyt niskim pułapie. Samolot wyposażony był w alarm dźwiękowy ostrzegający o zmianie wysokości o 70 m. Alarm ten rozległ się przy stanowisku mechaników pokładowych, którzy byli w tym czasie pod kabiną pilotów, podczas gdy sami piloci zajęci byli problemem żarówki. Błędem kapitana było to, że na czas usuwania usterki nie wyznaczył osoby z załogi kokpitu do kontrolowania parametrów lotu. NTSB stwierdziło również, że autopilot w przypadku potrącenia sterów przestaje działać bez wyraźnego ostrzeżenia, sygnalizując to jedynie zgaśnięciem małej tabliczki. Śledczy wiedząc, o której godzinie maszyna zaczęła obniżać pułap uznali, że podczas gdy kapitan wydawał mechanikowi polecenie zejścia pod kabinę, odwracając się musiał potrącić ster, co wystarczyło do wyłączania stabilizacji wysokości w autopilocie. W ciemnościach załoga zaaferowana poszukiwaniem przyczyn braku zablokowania przedniej goleni podwozia nie obserwowała przyrządów pokładowych i zbyt późno zauważyła, że samolot opada. Personel tych nowych wówczas samolotów wcześniej nie został poinformowany o automatycznym wyłączeniu autopilota po drobnym potrąceniu steru. Maszyna miała utrzymywać pułap 2000 stóp (600 metrów), a opadła na wysokość 30 metrów. Lampka przedniego podwozia nie zapaliła się z powodu przepalonej żarówki, a podwozie było prawidłowo zablokowane.
Po katastrofie wydano odpowiednie zalecenia w celu zapobiegania tego typu sytuacjom. Jedno z nich brzmi:
„Kontrolerzy lotów mają obowiązek ostrzegać pilotów, gdy ich samolot zbliży się niebezpiecznie do ziemi.”
Zwrócono uwagę na właściwy podział obowiązków w kabinie pomiędzy poszczególnymi członkami załogi (niedopuszczenie do sytuacji, gdy nikt z załogi nie kontroluje parametrów lotu) i proces szkolenia załóg – aby załoga znała specyfikę pracy wszystkich urządzeń pokładowych samolotu.